# Đài duệ
Người Đài Loan tại hải ngoại (chữ Hán: 海外台灣人; Hán-Việt: Hải ngoại Đài Loan nhân) hay "Đài duệ" (chữ Hán: 台裔) là cộng đồng những người sống bên ngoài lãnh thổ Đài Loan nhưng có tổ tiên hoặc dòng dõi là người Đài Loan. Một vài trong số họ cũng tự coi mình là Hoa kiều. Họ cũng không nhất thiết phải được sinh ra hay sống tại Đài Loan. Họ có thể sống tại những vùng lãnh thổ khác như Cộng hoà Nhân dân Trung Hoa, có thể hoặc không nhất tiết phải giữ quốc tịch Trung Hoa Dân Quốc (Đài Loan).
Một số nhân vật nổi tiếng: Triệu Tiểu Lan, Hà Đại Nhất, Dương Trí Viễn, Trương Đức Bồi, Liên Phảng, Lâm Thư Hào, Mạnh Chiêu Văn, Ông Thiến Ngọc, Ray Chen (Trần Duệ).